# Egon Lerch

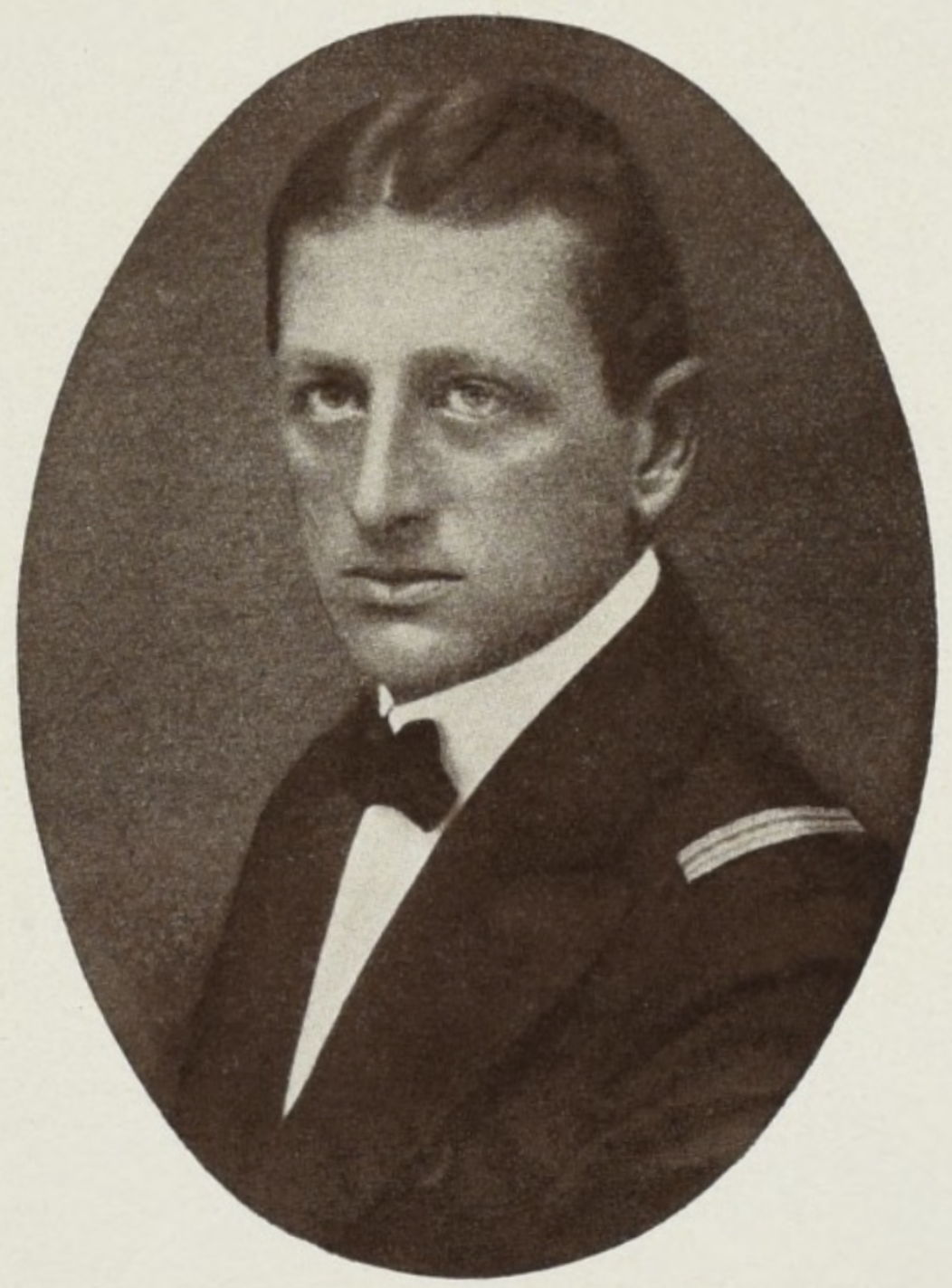
Egon Lerch

Egon Lerch (* 19. Juni 1886 in Triest; † 8. August 1915 in Venedig) war ein hochdekorierter österreichisch-ungarischer Marineoffizier und Kommandant des U-Boots U-12, zuletzt im Range eines Linienschiffsleutnants. Zudem soll er der Geliebte von Erzherzogin Elisabeth von Österreich, einer Enkelin von Franz Joseph I. gewesen sein.

## Leben
Lerch war der Sohn des Seeoffiziers Richard Lerch (* 22. Mai 1852; † 20. November 1909), der am 1. Januar 1909 mit der Pensionierung ehrenhalber zum Kontreadmiral befördert wurde.
Er besuchte die Militär-Realschule in Kőszeg und trat darauf 1900 in die Marineakademie in Fiume (heute Rijeka) ein, die er 1904 als Fähnrich verließ. 1907 wurde er Kadett und am 1. November 1908 zum Fregattenleutnant ernannt.
Zwischen 1908 und 1909 absolvierte er einen Lehrgang für U-Boot-Offiziere und Torpedo-Experten und wurde im Oktober 1909 der Station Pula zugeteilt.
Für die Rettung eines italienischen Matrosen vor dem sicheren Ertrinken in Rijeka wurde er am 1. März 1911 mit der Italienische Rettungsmedaille zur See in Silber ausgezeichnet.
Nach seinem Dienst auf dem U-Boot U-5 wechselte er am 6. Dezember 1912 auf das U-Boot U-6, wurde am 1. Januar 1913 zum Linienschiffsleutnant befördert und übernahm am 30. August desselben Jahres das Kommando über das Torpedoboot TB-16.
Nach Ausbruch des Ersten Weltkriegs wurde ihm am 21. August 1914 das Kommando über das neue U-Boot U-12 übertragen.
Mit einem Angriff auf das Flaggschiff Jean Bart des französischen Flottenkommandeurs Augustin Boué de Lapeyrère konnte er die Rücknahme der französischen Flotte aus dem Adriatischen Meer erreichen. Dies machte ihn in den österreichischen Marinekreisen bekannt. Sein vermeintliches eigentliches Ziel, die Verleihung des Ritterkreuzes des Maria-Theresien-Militärordens, das ihm mittels der Nobilitierung die Heirat mit der Erzherzogin Elisabeth von Österreich, die bereits zuvor aus dem Adelshaus ausgeschieden war und deren angeblicher Geliebter er war, hätte ermöglichen sollen, konnte er so dennoch nicht erreichen. Der Flottenkommandant Admiral Anton Haus schlug ihn lediglich für die Verleihung des Ritterkreuzes des kaiserlichen Leopold-Ordens vor (er warf ihm vor, keinen zweiten Angriff gestartet zu haben), außerdem wurde ihm das Eiserne Kreuz zweiter Klasse verliehen.
Später fuhr U-12 u. a. vor der montenegrinischen Küste. Am 28. Mai 1915 versenkte U-12 versehentlich den griechischen Dampfer Virginia, der neutral war und hätte passieren dürfen.

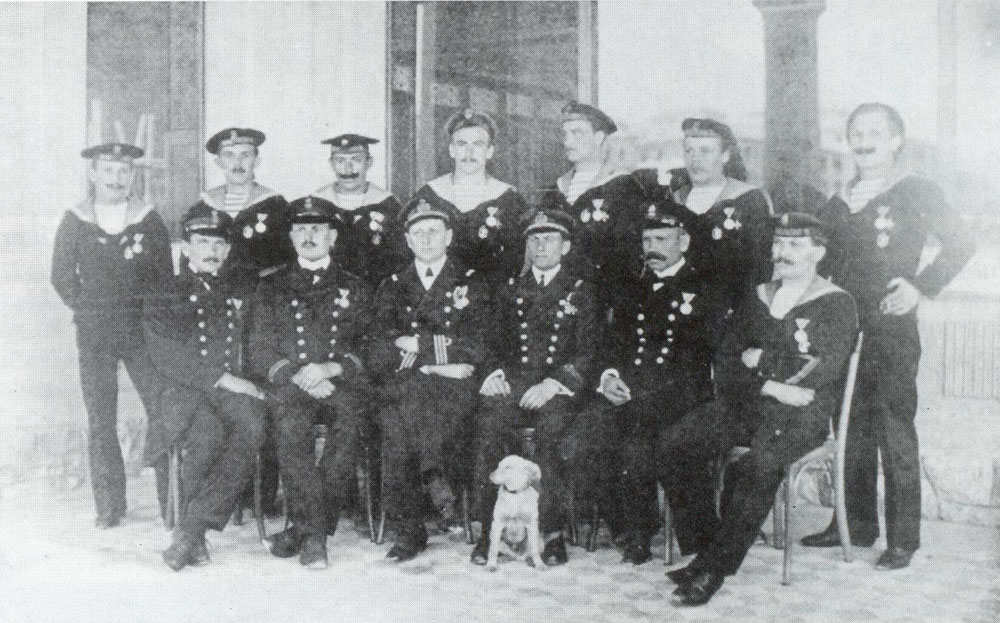
Die Besatzung von U-12 an Bord des Schlachtschiffs Monarch am 28. August 1915. Lerch ist der Dritte von links (sitzend).

Immer noch entschlossen, das Ritterkreuz des Militär-Maria-Theresien-Ordens zu erwerben, fasste er den kühnen Plan, mit seinem U-Boot in den Marinestützpunkt in Venedig einzudringen, um die dort anwesenden italienischen Marineeinheiten anzugreifen (Diesen Plan teilte er lediglich dem späteren MMthO-Ritter v. Bandfield mit). Nachdem er in Pola einige Reparaturen durchführen hatte lassen, fuhr er mit U-12 nach Triest, von wo aus er am 7. August 1915 auslief. Am 8. August stieß U-12 bei dem Versuch, die Hindernisse zu durchbrechen, auf eine Mine bei Malamocco und sank rasch, ohne dass es unter den Besatzungsmitgliedern Überlebende gab. Die italienischen Behörden wurden über die Sichtung einer von der Oberfläche aufsteigenden Wassersäule informiert, die auf eine Minenexplosion hindeutete, und nachdem sie sich vom Vorhandensein des gesunkenen U-Boots überzeugt hatten, beschlossen sie, es zu bergen, was sie im Dezember 1916 unter großer Geheimhaltung taten. Die sterblichen Überreste der Besatzung wurden am 18. Januar 1917 auf dem Friedhof von San Michele beigesetzt. Das U-Boot konnte anhand der beschrifteten Italienischen Rettungsmedaille zur See in Silber, die an Lerchs Uniform gefunden wurde, identifiziert werden.
Die Goldene Tapferkeitsmedaille wurde ihm auf Beschluss des Ordenskapitels des MMThO aus dem Jahre 1921 postum zuerkannt.

## Auszeichnungen
- Ritterkreuz des Österreichisch-kaiserlichen Leopold-Ordens mit KD und Schwertern
- Goldene Tapferkeitsmedaille
- Militär-Verdienstmedaille in Bronze am hochroten Band
- EK II
- Italienische Rettungsmedaille zur See in Silber
- Mecidiye-Orden V. Klasse